# Syk
Syk, kinaza tyrozynowa śledzionowa (ang. spleen tyrosine kinase) – enzym zwierzęcy, kluczowy składnik odpowiedzi na antygeny przez limfocyty B. Jest jedną z kinaz tyrozynowych. 

## Funkcja
Syk jest jednym z enzymów biorących udział w odpowiedzi limfocytów B. Występuje w cytoplazmie tych komórek. Włącza się do kaskady odpowiedzi humoralnych w momencie, gdy dojdzie do fosforylacji białek Igα i Igβ (konkretnie ich sekwencji ITAM). 
Jego zasadnicza funkcja polega na fosforylacji (czyli w efekcie aktywacji) białek adaptorowych. Białka adaptorowe są odpowiedzialne za tworzenie kompleksów GTP-Ras, co umożliwia dalszy przebieg reakcji kaskadowych. 
Funkcja Syk jest analogiczna do funkcji enzymu ZAP70, występującego w limfocytach T.

## Znaczenie kliniczne
W immunologii klinicznej, a dokładnie w leczeniu chorób wywołanych zbyt dużą aktywnością limfocytów B, duże znaczenie mogą mieć leki z grupy inhibitorów enzymów biorących udział w reakcjach wywołanych aktywacją BCR. Jednym ze sposobów zatrzymania kaskady reakcji jest zastosowanie inhibitorów Syk. Jeżeli fosforylacja białek adaptorowych zostanie zatrzymana, nie ma możliwości wytworzenia wielu czynników transkrypcyjnych. Inhibitorem tego enzymu jest fostamatinib (nazwa handlowa Tavalisse). Znalazł on zastosowanie w leczeniu wielu chorób, takich jak immunologiczna małopłytkowość (ITP),  reumatoidalne zapalenie stawów, autoimmunologiczna postać anemii hemolitycznej i nefropatia IgA.